# 7599 Munari
7599 Munari eller 1994 PB är en asteroid i huvudbältet som upptäcktes den 3 augusti 1994 av de båda italienska astronomerna Andrea Boattini och Maura Tombelli vid Pistoia-observatoriet. Den är uppkallad efter den italienska astronomen Ulisse Munari.
Asteroiden har en diameter på ungefär 9 kilometer.